# Bahnhof Székesfehérvár

Der Bahnhof Székesfehérvár ist ein wichtiger Eisenbahnknoten in der ungarischen Stadt Székesfehérvár, dem Sitz des Komitats Fejér.

## Lage
Der Bahnhof befindet sich in der Region Mitteltransdanubien, 67 Streckenkilometer von der Hauptstadt Budapest entfernt. Er ist Ausgangspunkt für Züge zum Balaton, dessen nächste Betriebsstellen Csittényhegy am nördlichen Ufer 25 Kilometer und Balatonaliga am südlichen Ufer 35 Streckenkilometer entfernt sind. Der Bahnhof ist ein Knotenpunkt zwischen der internationalen Bahnstrecke Pragersko–Budapest und der hier beginnenden Strecken nach Komárom, Celldömölk, Pusztaszabolcs und ehemals Bicske.

## Geschichte
Der Bahnhof wurde 1860 als Ausgangspunkt der Bahnstrecke Székesfehérvár–Komárom der k.k. privilegierten Südbahn-Gesellschaft in Betrieb genommen, die deutsche Bezeichnung lautete Stuhlweißenburg. 1861 kam der Streckenabschnitt Nagykanizsa–Budapest–Déli der Bahnstrecke Pragersko–Budapest hinzu. Da der Bahnhof bis Anfang des 20. Jahrhunderts unter der Betriebsführung der Südbahn-Gesellschaft stand, errichtete die ungarische Staatsbahn Magyar Államvasutak eigene Strecken, um mit ihren Zügen zum Balaton den Bahnhof Székesfehérvár und die Strecken der Südbahn-Gesellschaft zu umgehen.
1987 wurde der Bahnhof gemeinsam mit dem Streckenabschnitt Budapest–Székesfehérvár elektrifiziert. 1988 wurde der Oberleitungsbau nach Siófok fortgesetzt, in Richtung Veszprém wurde sie ab 1999 gebaut. Bis Ende 2016 wurde der Bahnhof komplett modernisiert, im Zuge dessen auch das markante Reiterstellwerk abgerissen wurde, nachdem ein Antrag auf Denkmalschutz erfolglos geblieben war.

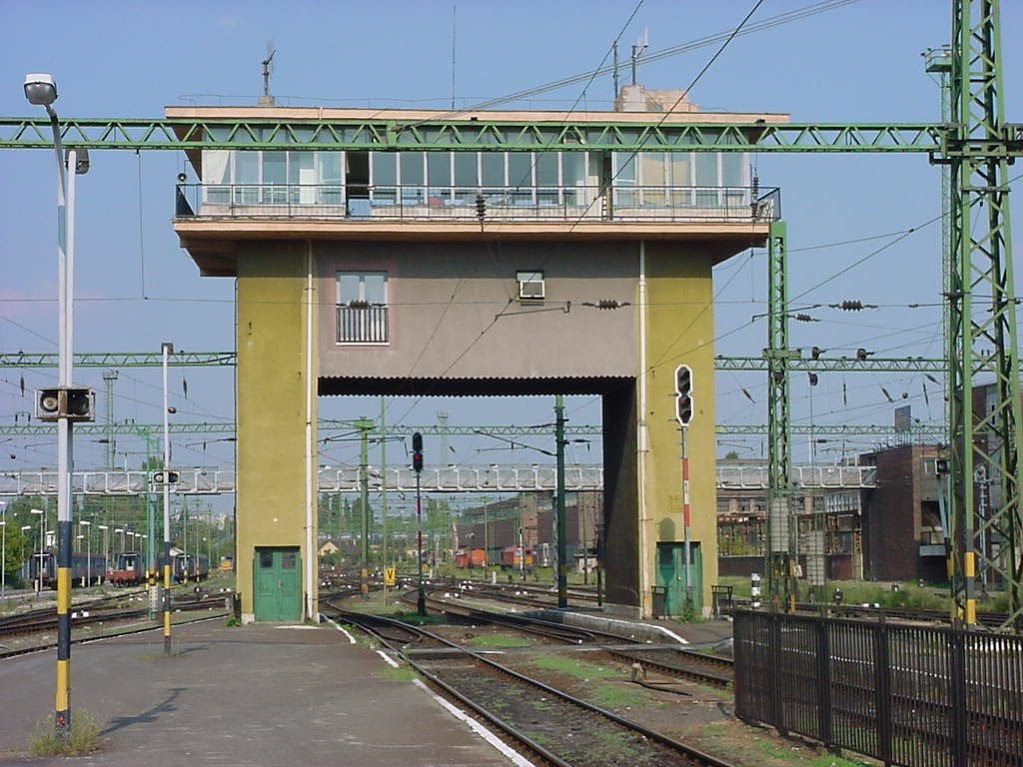
Reiterstellwerk über den Bahnsteigen vor dem Abriss
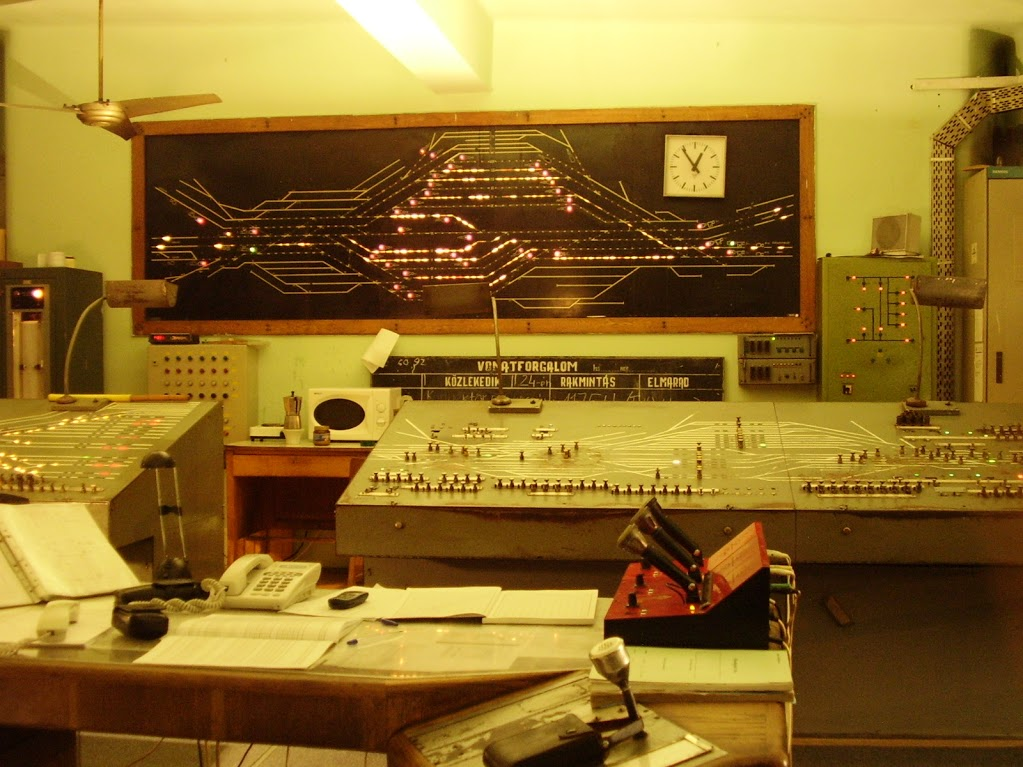
Innenansicht des Reiterstellwerkes
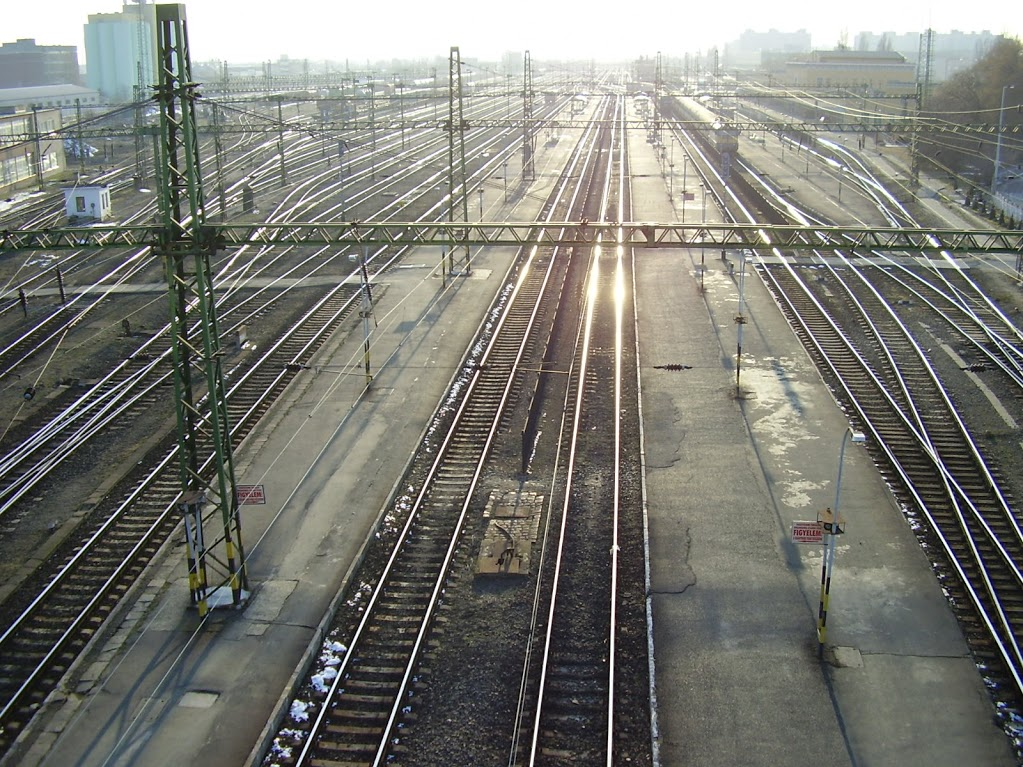
Blick über die Bahnsteige vor der Sanierung
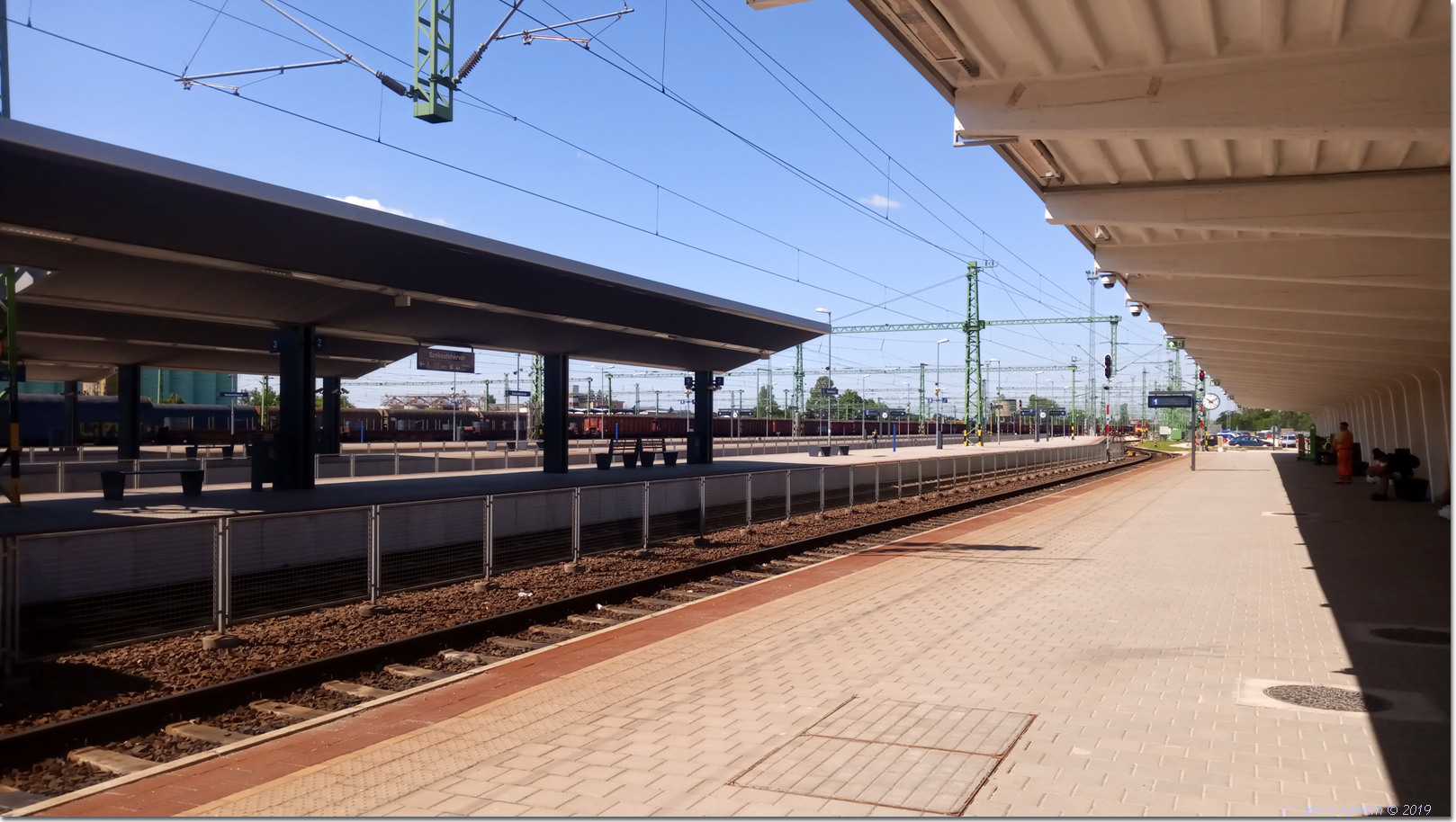
Bahnsteige nach der Sanierung

## Betrieb
Zwischen Budapest und Székesfehérvár herrscht ein hohes Aufkommen von Nah- und Fernverkehrszügen, die überwiegend weiter in Richtung Szabadbattyán fahren und sich dann an das Nord- und Südufer des Balatons verzweigen. In Richtung Veszprém verkehren stündlich InterCitys zwischen Budapest und Szombathely sowie in den Hauptverkehrszeiten auch einige Personenzüge. Stündlich fahren Personenzüge über Börgönd nach Pusztaszabolcs sowie zweistündlich ab Börgönd nach Sárbogárd. In Richtung Komárom findet ebenfalls ein Zweistundentakt statt.